# Pictetia sulcata
Pictetia sulcata är en ärtväxtart som först beskrevs av Ambroise Marie François Joseph Palisot de Beauvois, och fick sitt nu gällande namn av Beyra och Matt Lavin. Pictetia sulcata ingår i släktet Pictetia och familjen ärtväxter. Inga underarter finns listade i Catalogue of Life.